# مارکوس بریجستاک
مارکوس بریجستاک (انگلیسی: Marcus Brigstocke؛ زادهٔ ۸ مهٔ ۱۹۷۳) کمدین، طنزپرداز و بازیگر اهل بریتانیا است.
از فیلم‌ها یا برنامه‌های تلویزیونی که وی در آن نقش داشته‌است، می‌توان به در واقع عشق و قهرمان من اشاره کرد.